# Diego Hurtado de Mendoza e Iturrizarra
Diego Hurtado de Mendoza e Iturrizarra (Lima, *1695-†15 de agosto de 1742) fue un jurista y catedrático criollo peruano.

## Biografía
Fueron sus padres Diego Hurtado de Mendoza y Jaraquemada, y de Catalina Ángela de Iturrizarra y Gómez del Castillo, hija a su vez del magistrado Bernardo de Iturrizarra y Mansilla, quien llegó a ser Presidente de la Real Audiencia de Lima, y Paula Antonia Gómez del Castillo Enríquez y Herrera. Inició estudios en el Colegio Real de San Martín (13 de marzo de 1708); pasó al Colegio Mayor de San Felipe y San Marcos (18 de marzo de 1709), en el cual se desempeñó como rector. Graduado de doctor en Leyes y Cánones en la Universidad de San Marcos, se recibió como abogado ante la Real Audiencia de Lima. Fue abogado de presos y consultor del Santo Oficio, asesor del deán y del Cabildo Metropolitano.
En el claustro sanmarquino obtuvo las cátedras de Digesto Viejo (24 de junio de 1718), Instituta (13 de mayo de 1725), Vísperas de Sagrados Cánones (2 de enero de 1736) y Prima de Leyes (17 de julio de 1740); y elegido rector para el periodo 1740-1742, falleciendo en ejercicio de su cargo.
| Predecesor: Pedro de Zubieta y Roxas | Rector de la Universidad de San Marcos 1740 - 1742 | Sucesor: Isidro Tello y Espinoza |